# Bulbophyllum notabilipetalum
Bulbophyllum notabilipetalum là một loài phong lan thuộc chi Bulbophyllum.